# Senije Zogu
Senije Zogu (Lis, 1903 – Cannes, 28 aprile 1969) è stata una principessa albanese, sorella minore del re Zog I di Albania e membro del Casato di Zogu.

## Biografia
Senije Zogu nacque nel 1903 al Castello di Burgajet, Lis, Albania, allora parte dell'Impero ottomano. Era la quintogenita e terza figlia di Xhemal Zogu, governatore ereditario di Mat, e della sua seconda moglie Sadije Toptani. Aveva un fratellastro maggiore, Xhelal Zogu, due fratelli, Zog I d'Albania e uno morto bambino, e cinque sorelle.  
Nel 1928 suo fratello Zog divenne re di Albania e lei Sua Altezza Reale la Principessa Senije di Albania. Inizialmente, come tutte le sorelle, visse in maniera ritirata, ma dopo il suo matrimonio reale pubblico del 13 gennaio 1936 con Şehzade Mehmed Abid, figlio del defunto sultano Abdülhamid II e principe dello scomparso Impero ottomano, dopo un fidanzamento annunciato il 9 gennaio dello stesso anno, Zog decise di affidare alle sorelle un ruolo pubblico per sostenere le sue idee di occidentalizzazione e liberalizzazione della società.  
Mentre le due maggiori, Adile e Nafije, rifiutarono, le altre quattro, inclusa Senije, nota per essere la preferita di Zog, accettarono. Ognuna delle quattro ricevette un ambito specifico all'interno del quale svolgere incarichi di rappresentanza in suo nome: sanità, scuola, cultura e sport. Per prepararle, venne messo a punto per loro un fitto programma di educazione che includeva lezioni di musica, danza, lingue ed equitazione, più una serie di viaggi in Europa, dove divennero note per le loro spese. Nel 1937, Zog vietò l'hijab e organizzò una serie di eventi dove le principesse, a mo' di esempio, comparvero vestite all'ultima moda inglese.  
A Senije venne affidata la sanità: venne nominata presidentessa della Croce rossa albanese nel 1928. L'anno dopo, Zog abolì tutte le organizzazioni femminili per sostituirle con quella statale della Gruaja Shiqiptare, con Senije come presidentessa. Lo scopo dell'organizzazione non era di proporre iniziative in modo indipendente, ma di sostenere la politica statale in materia di diritti delle donne, che era comunque piuttosto radicale: il governo di Zog sancì la parità di diritti in materia di eredità e divorzio, abolì il matrimonio combinato e/o forzato e la poligamia, e stabilì il diritto delle donne al lavoro e all'istruzione.  
Senije s'impegnò a fondo nell'organizzazione, riuscendo a fondare venti sedi distaccate, un giornale e numerosi progetti a sostegno dell'istruzione femminile, ma l'intero programma riscosse poco consenso al di fuori delle élite cosmopolite delle principali città.  
Negli anni '30, a Senije fu affidato il compito di viaggiare in Europa per selezionare una sposa per Zog, e fu lei a indicare come candidata Géraldine Apponyi de Nagyappony, che presentò al fratello in occasione del ballo di capodanno 1937 a Tirana, dove lui la chiese in moglie. Per rimanere col fratello, così da sorvegliare il fidanzamento, che convolò in matrimonio nel 1938, Senije rinunciò a unirsi alle tre sorelle minori per un viaggio negli Stati Uniti.  
Senije fuggì dall'Albania col resto della famiglia nel 1939, durante l'invasione italiana. Rimase col fratello e le sorelle, tranne Adile, in Gran Bretagna, Egitto e poi, nel 1955, Francia.  
Nel 1949 divorziò da suo marito, senza aver avuto figli.  
Senije morì il 28 aprile 1969 a Cannes, in Francia. Nello stesso anno morirono anche le sorelle minori Myzejen e Maxhide.

## Ascendenza
|                   |                   |                      | Genitori |  |  | Nonni             |  |  | Bisnonni          |  |
|                   |                   |                      |          |  |  | Xhelal Pasha Zogu |  |  | Mahmud Pasha Zogu |  |
|                   |                   |                      |          |  |  | Xhelal Pasha Zogu |  |  | Mahmud Pasha Zogu |  |
|                   |                   | …                    |          |  |  | Xhelal Pasha Zogu |  |  |                   |  |
| Xhemal Pasha Zogu |                   |                      |          |  |  | Xhelal Pasha Zogu |  |  |                   |  |
|                   |                   | Ruhije Alltuni       | …        |  |  |                   |  |  |                   |  |
|                   |                   | Ruhije Alltuni       | …        |  |  |                   |  |  |                   |  |
|                   |                   | Ruhije Alltuni       | …        |  |  |                   |  |  |                   |  |
| Senije Zogu       |                   | Ruhije Alltuni       |          |  |  |                   |  |  |                   |  |
|                   | Salah Bey Toptani | …                    |          |  |  |                   |  |  |                   |  |
|                   | Salah Bey Toptani | …                    |          |  |  |                   |  |  |                   |  |
|                   | Salah Bey Toptani | …                    |          |  |  |                   |  |  |                   |  |
| Sadije Toptani    | Salah Bey Toptani |                      |          |  |  |                   |  |  |                   |  |
|                   |                   | Annije Hanem Toptani | …        |  |  |                   |  |  |                   |  |
|                   |                   | Annije Hanem Toptani | …        |  |  |                   |  |  |                   |  |
|                   |                   | Annije Hanem Toptani | …        |  |  |                   |  |  |                   |  |
|                   |                   | Annije Hanem Toptani |          |  |  |                   |  |  |                   |  |